# 木村毅一
木村 毅一（きむら きいち、Kiichi Kimura、1904年4月7日 - 1992年7月8日）は、日本の実験原子核物理学者。理学博士（京都帝国大学・論文博士・1940年）。京都大学教授、京都大学原子炉実験所（現・京都大学複合原子力科学研究所）長を経て、京都大学名誉教授。大阪府立放射線中央研究所長、福井工業高等専門学校長も務めた。勲二等旭日重光章受章。
台北帝国大学（現・国立台湾大学）の荒勝文策教授の下でアジアで最初の加速器（コッククロフト・ウォルトン型）の建設を行った（1934年完成）。敗戦直後の1945年11月に進駐軍によって廃棄された京都大学サイクロトロンをのちに再建し（1954年）、大阪府立放射線中央研究所（1959年発足）、京都大学原子炉実験所（1963年発足、現・京都大学複合原子力科学研究所）の建設を行うなど、日本の原子核・放射線研究の場を創ることに貢献した。

## 年譜
- 1904年4月 - 京都府相楽郡稲田村（現・関西文化学術研究都市精華町）に生まれる。
- 1918年4月 - 奈良県立郡山中学校入学。
- 1923年
  - 3月 - 奈良県立郡山中学校卒業。
  - 4月 - 第三高等学校（理科）入学。
- 1926年
  - 3月 - 第三高等学校（理科）卒業。
  - 4月 - 京都帝国大学理学部入学。
- 1929年
  - 3月 - 京都帝国大学理学部物理学科卒業。
  - 4月 - 京都帝国大学理学部副手。
- 1930年10月 - 台北帝国大学（現・国立台湾大学）助手。
- 1936年11月 - 京都帝国大学理学部講師。
- 1939年
  - 4月 - 京都帝国大学助教授（理学部勤務）。
  - 5月 - 従六位
- 1940年6月 - 理学博士（京都帝国大学）。
- 1941年
  - 9月 - 正六位
  - 12月 - 補京都帝国大学化学研究所員。
- 1944年4月 - 従五位
- 1945年11月 - 京都帝国大学教授（補化学研究所員）。
- 1952年4月 - 理学部勤務（兼化学研究所勤務）。
- 1955年4月 - 化学研究所併任。
- 1959年11月 - 大阪府立放射線中央研究所長（非常勤）。
- 1963年4月 - 原子炉実験所長[2][3]。
- 1968年
  - 3月 - 京都大学退官。
  - 4月 - 京都大学名誉教授[4]。
- 1970年12月 - 福井工業高等専門学校長[5]。
- 1992年7月 - 死去。

## 受章
- 勲二等旭日重光章

## 著書
- 『近代物理学』（荒勝文策 編、河田末吉 他8名と共著、培風館、1954年）
- 『アトムのひとりごと』（木村毅一先生文集出版事業会 編、丸善、1982年、国立国会図書館蔵書）

## 主要論文
- B. Arkatsu, K. Kimura and Y. Uemura (1937). “Expulsion of neutrons from lead by cosmic rays.”. Nature 140:  277-278. doi:10.1038/140277a0.
- K. Kimura, R. Ishiwari, K. Yuasa, S. Yamashita, K. Miyake and S. Kimura (1952). “On the range-energy relation and ionization-energy relation for alpha-particles in air.”. J. Phys. Soc. Jpn. 7:  111-113. doi:10.1143/JPSJ.7.111..
- Kimura, Kiichi; Kumabe, Isao; Miyake, Kozo; Ogata, Hiroshi; Miyasita, Kyoichi (1956). “The Reaction O16(n, α)C13”. Journal of the Physical Society of Japan 11 (12):  1211-1220. doi:10.1143/JPSJ.11.1211.
- Kimura, Kiichi; Uemura, Yoshiaki; Ishiwari, Ryutaro; Kokame, Jun; Fukunaga, Kiyoji; Katase, Akira; Muto, Jiro; Kumabe, Isao; Ogata, Hiroshi; Ohama, Taro; Ohmori, Yasuya (1962). “Elastic Scattering of Protons from B11, Al, P, Co and Cu from 6 to 7.4 MeV”. Journal of the Physical Society of Japan 17 (1):  9-18. doi:10.1143/JPSJ.17.9.

## 師
- 木村正路
- 荒勝文策

## 仲間
- 四出井綱彦：京都帝国大学1年先輩
- 湯川秀樹：第三高等学校・京都帝国大学同期[6]
- 朝永振一郎：同上

## 言葉

### 記した言葉
- 凡てのことは、今ここにこめられてあり、今ここはおのずからある。（京都大学原子炉実験所記念碑。仏教雑誌に見た言葉の「一切」を「凡て」に替えて利用したもの。[7]）

### 好んだ言葉
- 亮天功（てんのわざをたすく）（出典は『書経舜典』[8]）